# Terry Reilly
Terrence „Terry” Reilly (ur. 24 października 1947, zm. 21 marca 2025) – australijski łucznik, olimpijczyk.
Reprezentował Australię na Letnich Igrzyskach Olimpijskich 1972, które odbyły się w Monachium, zajmując 15. miejsce. Po raz drugi reprezentował kraj na Letnich Igrzyskach Olimpijskich 1976 w Montrealu, gdzie zajął 26. miejsce.
Zmarł 21 marca 2025 na chorobę nowotworową.